# A 30 milioni di km. dalla Terra
A 30 milioni di km. dalla Terra (20 Million Miles to Earth) è un film statunitense del 1957 diretto da Nathan Juran e interpretato da William Hopper e da Joan Taylor.

## Trama
Di ritorno da un viaggio spaziale sul pianeta Venere, una navicella statunitense è costretta ad ammarare in Sicilia.
Soccorsi da alcuni pescatori locali, gli occupanti dell'astronave si mostrano preoccupati dalla sorte di un oggetto che avevano prelevato durante la missione e che si scoprirà essere un uovo. Da quest'ultimo nascerà una creatura aliena simile ad un grosso lucertolone.
Capace di crescere molto velocemente grazie all'ossigeno terrestre che ne modifica il metabolismo, Ymir (questo il nome dato all'alieno) fugge una prima volta per poi venire catturato grazie a una rete elettrificata lanciata da un elicottero. Su Venere, infatti, era stato notato come la corrente elettrica rendesse inermi questi esseri alieni. Le operazioni di cattura sono coordinate dal colonnello Calder, uno dei sopravvissuti alla missione sul pianeta Venere. Con una conferenza stampa indetta a Roma, lo stato maggiore statunitense comunica ai giornalisti dei paesi alleati i dettagli della missione e porta tre di loro a osservare gli scienziati che studiano la creatura.
A causa di un incidente nel laboratorio situato all'interno del Giardino Zoologico di Roma viene interrotta la corrente elettrica (1800 volt) che teneva sedato Ymir. La creatura quindi riesce a liberarsi e, dopo aver lottato con successo per le vie della capitale contro un elefante imbizzarritosi per il trambusto allo Zoo, fugge in direzione del centro della città seminando il panico fra la popolazione.
Dopo essersi inabissato nel Tevere ed essere stato snidato grazie a delle bombe a mano all'altezza di Ponte Sant'Angelo, il mostro viene rincorso dai soldati americani sino al Colosseo, dove viene ucciso.

## Produzione
Il progetto per il film nacque da un'idea di Ray Harryhausen del 1952, all'epoca abbandonato per motivi economici e poi ripreso da Harryhausen assieme a Charles H. Schneer. Di Harryhausen sono gli effetti speciali, che disegna e anima con la tecnica del passo uno il lucertolone alieno Ymir. Lo stesso Harryhausen fa un cameo nei panni di un uomo intento a dare da mangiare agli elefanti nello zoo.
Il film fu prodotto dalla Columbia Pictures e scritto da Bob William e Christopher Knopf.
Il budget risicato per il film forzò a girare gli esterni in Messico e in studio, riutilizzando per gli esterni scene già girate in Italia: "ne risultò" - secondo Fantafilm - "un'ambientazione completamente inventata, con una Sicilia rigogliosa attraversata da fiumi e cascate."

## Distribuzione
Nell'edizione originale i due pescatori siculi e il ragazzino vengono chiamati Verrico, Mondello e Pepe. Nel doppiaggio italiano sono diventati dei più plausibili Michele, Maruzzo e Mimmo.
Nel 2007, per il cinquantesimo anniversario della pellicola, ne è stata realizzata una versione ricolorata.

## Accoglienza

### Critica
Fantafilm scrive: "Il progresso della scienza ha sempre richiesto grandi e costosi sacrifici: così è stato all'inizio dell'era atomica e così accade quando l'uomo si dirige a 20 milioni di miglia dalla Terra. [...] Protagonista assoluto del film è l'Ymir che la stop motion di Harryhausen rende straordinariamente vivo, dotato, si direbbe, di personalità.
Alcune scene come quelle del violento ammaraggio della navicella, della creatura appena nata che muove i primi passi sul tavolo e rimane abbagliata dalla luce improvvisamente accesa, o del combattimento con l'elefante (che verrà replicato con un altro mostro ne La vendetta di Gwangi) rimangono giustamente famose."
Il Morandini scrive che "è un film di SF come tanti degli anni '50, ma più fantasioso e [...] più divertente della media."

## Opere derivate
Dalla sceneggiatura del film venne trasposto un romanzo omonimo scritto da Henry Slesar.